# Fajã do Fischer
Fajã do Fischer, por vezes designada por Fajã do Peixe, é uma fajã lávica, de pequena dimensão, localizada na costa da freguesia da Feteira, ilha Terceira, Açores.
Frente a esta fajã, cuja formação se deve a um escorrimento lávico com origem numa erupção vulcânica do Algar do Carvão, no interior da ilha Terceira, encontram-se os Ilhéus das Cabras, uma zona especial de protecção às aves marinhas incluída no Parque Natural da Terceira.